# Aaron Maddron
Aaron Maddron (ur. 5 listopada 1970 r. w Portland w stanie Oregon, USA) − amerykański kulturysta przynależny do federacji NPC oraz IFBB (International Federation of BodyBuilders). Właściciel Pro Fitness Family Athletic Center zlokalizowanego w Medford w Oregonie.
Warunki fizyczne:
- wzrost: 180 cm
- waga: 116/134 kg

## Osiągi (wybór)
- 1999:
  - NPC National Championships − całkowity zwycięzca
- 1995:
  - NPC Emerald Cup, kat. ciężka − I m-ce
  - NPC Pacific Coast − całkowity zwycięzca
- 1993:
  - NPC Mr. Oregon − całkowity zwycięzca
- 1990:
  - NPC Mr. Oregon − całkowity zwycięzca w kat. nastoletnich zawodników
- 1989:
  - NPC Mr. Oregon − całkowity zwycięzca w kat. nastoletnich zawodników